# Puchar Portugalii w piłce siatkowej mężczyzn (2022/2023)
Puchar Portugalii w piłce siatkowej mężczyzn 2022/2023 (oficjalna nazwa ze względów sponsorskich: Taça de Portugal Placard 2022/2023) – 59. edycja rozgrywek o siatkarski Puchar Portugalii zorganizowana przez Portugalski Związek Piłki Siatkowej (Federação Portuguesa de Voleibol, FPV). Zainaugurowana została 30 października 2022 roku. Do rozgrywek zgłosiły się 24 drużyny.
Rozgrywki składały się z fazy wstępnej, w której odbyły się mecze rundy preeliminacyjnej i trzech rund eliminacyjnych, fazy głównej obejmującej 1/8 finału i ćwierćfinały oraz turnieju finałowego. Turniej finałowy odbył się w dniach 11–12 marca 2023 roku w Centrum Kultury Viana do Castelo (Centro Cultural de Viana do Castelo). W ramach turnieju finałowego rozegrano półfinały i finał.
Po raz 20. Puchar Portugalii zdobył klub SL Benfica, który w finale pokonał AJ Fonte Bastardo.
Sponsorem tytularnym Pucharu Portugalii były zakłady bukmacherskie Placard należące do Jogos Santa Casa.

## System rozgrywek
Rozgrywki o Puchar Portugalii w sezonie 2022/2023 składały się z fazy wstępnej, fazy głównej oraz turnieju finałowego.
W fazie wstępnej uczestniczyły wszystkie zgłoszone drużyny grające w II i III Divisão. Faza wstępna składała się z rundy preeliminacyjnej oraz trzech rund eliminacyjnych. Przed rundą preeliminacyjną oraz przed II rundą eliminacyjną odbyły się losowania, które wyłoniły pary meczowe. Losowanie rundy preeliminacyjnej oraz I rundy eliminacyjnej miało miejsce 18 października, natomiast II i III rundy eliminacyjnej – 16 listopada.
Faza główna składała się z 1/8 finału oraz ćwierćfinałów. W 1/8 finału uczestniczyli zwycięzcy trzeciej rundy eliminacyjnej, drużyny z najwyższej klasy rozgrywkowej (Liga Una Seguros), a także przedstawiciel regionu autonomicznego Madery. Zwycięzcy ćwierćfinałów awansowali do turnieju finałowego. W ramach turnieju finałowego rozegrano półfinały i finał. Nie był grany mecz o 3. miejsce. Przed poszczególnymi rundami fazy głównej odbywały się losowania. Losowanie 1/8 finału miało miejsce 16 grudnia, ćwierćfinałów – 1 lutego, natomiast turnieju finałowego – 22 lutego.
We wszystkich rundach w ramach pary rozgrywane było jedno spotkanie decydujące o awansie.

## Drużyny uczestniczące
| Liga Una Seguros (14 drużyn)   | Liga Una Seguros (14 drużyn) |
| ------------------------------ | ---------------------------- |
| AA Espinho                     | 1/8 finału                   |
| AA São Mamede                  | ćwierćfinał                  |
| AJ Fonte Bastardo              | finał                        |
| Ala de Nun'Álvares de Gondomar | ćwierćfinał                  |
| Castêlo da Maia GC             | półfinał                     |
| Esmoriz GC                     | 1/8 finału                   |
| GC Santo Tirso/Mercainox       | 1/8 finału                   |
| Leixões SC                     | 1/8 finału                   |
| SC Caldas                      | 1/8 finału                   |
| SC Espinho                     | 1/8 finału                   |
| SL Benfica                     | zwycięstwo                   |
| Sporting CP                    | półfinał                     |
| VC Viana/Casa Peixoto          | ćwierćfinał                  |
| Vitória SC                     | ćwierćfinał                  |

| II Divisão (9 drużyn)          | II Divisão (9 drużyn)  |
| ------------------------------ | ---------------------- |
| AD Machico                     | 1/8 finału             |
| Associação Ruínas Volley Clube | I runda eliminacyjna   |
| CA Madalena                    | II runda eliminacyjna  |
| Centro de Voleibol de Lisboa   | I runda eliminacyjna   |
| CN Ginástica                   | I runda eliminacyjna   |
| CV Aveiro                      | II runda eliminacyjna  |
| CV Oeiras                      | 1/8 finału             |
| Famalicense AC                 | I runda eliminacyjna   |
| GDC Gueifães                   | III runda eliminacyjna |
| III Divisão (1 drużyna)        |                        |
| Famões CA                      | runda preeliminacyjna  |

## Rozgrywki

### Faza wstępna

#### Runda preeliminacyjna
| 30.10.2022 16:00 (UTC±0) | GDC Gueifães | 3:0 (25:22, 25:17, 25:13) | Famões CA | Pavilhão Municipal de Gueifães, Maia Sędziowie: Duarte Reis i Filipa Fernandes |

#### I runda eliminacyjna
| 13.11.2022 16:00 (UTC±0) | GDC Gueifães | 3:2 (25:19, 22:25, 25:21, 23:25, 15:11) | Centro de Voleibol de Lisboa | Pavilhão Municipal de Gueifães, Maia Sędziowie: Paulo Gavina i Filipa Fernandes |

| 16.11.2022 21:30 (UTC±0) | CV Oeiras | 3:1 (25:15, 22:25, 25:23, 25:15) | CN Ginástica | Pavilhão Desportivo de São Julião da Barra, Oeiras Sędziowie: Alexandre Ribeiro i Daniel Fernandes |

| 13.11.2022 19:30 (UTC±0) | Associação Ruínas Volley Clube | 0:3 (26:28, 17:25, 16:25) | CA Madalena | Pavilhão Municipal, Condeixa-a-Nova Sędziowie: Duarte Reis i Joana Brito |

| 13.11.2022 11:30 (UTC±0) | Famalicense AC | 1:3 (19:25, 23:25, 34:32, 22:25) | CV Aveiro | Pavilhão Municipal das Lameiras, Vila Nova de Famalicão Sędziowie: José Barbosa i Marisa Salgado |

#### II runda eliminacyjna
| 01.12.2022 16:00 (UTC±0) | GDC Gueifães | 3:0 (25:19, 25:13, 25:21) | CV Aveiro | Pavilhão Municipal de Gueifães, Maia Sędziowie: Pedro Azinheira i Fernando Garcez |

| 04.12.2022 18:00 (UTC-1) | CA Madalena | 0:3 (22:25, 22:25, 22:25) | CV Oeiras | Pavilhão Municipal Atlântico da Madalena, Madalena Sędziowie: Paulo Gavina i Pedro Gonçalves |

#### III runda eliminacyjna
| 08.12.2022 16:00 (UTC±0) | GDC Gueifães | 0:3 (27:29, 14:25, 26:28) | CV Oeiras | Pavilhão Municipal de Gueifães, Maia Sędziowie: Miguel Teixeira i Vera Gomes |

### Faza główna

#### 1/8 finału
| 22.01.2023 17:00 (UTC±0) | Vitória SC | 3:2 (25:23, 25:23, 19:25, 22:25, 15:13) | Esmoriz GC | Pavilhão Desportivo Unidade Vimaranense, Guimarães Widzów: 111 Sędziowie: Raquel Portela i Nuno Cunha |

| 22.01.2023 18:30 (UTC±0) | SC Espinho | 2:3 (23:25, 25:20, 23:25, 25:16, 10:15) | Sporting CP | Nave Desportiva de Espinho, Espinho Widzów: brak danych Sędziowie: Rui Carvalho i Duarte Reis |

| 22.01.2023 15:00 (UTC±0) | VC Viana/Casa Peixoto | 3:1 (22:25, 25:23, 25:17, 25:22) | CV Oeiras | Pavilhão Municipal de Santa Maria Maior, Viana do Castelo Widzów: 80 Sędziowie: Daniel Silva i Marisa Salgado |

| 22.01.2023 18:00 (UTC-1) | AJ Fonte Bastardo | 3:2 (25:21, 25:18, 21:25, 24:26, 15:8) | Leixões SC | Complexo Desportivo Vitorino Nemésio, Praia da Vitória Widzów: 453 Sędziowie: Nuno Teixeira i Miguel Correia |

| 22.01.2023 17:00 (UTC±0) | AD Machico | 0:3 (20:25, 19:25, 18:25) | SL Benfica | Pavilhão Gimnodesportivo do Caniçal, Machico Widzów: 480 Sędziowie: José Caramez i Nuno Quintal |

| 22.01.2023 16:00 (UTC±0) | AA São Mamede | 3:1 (29:27, 23:25, 25:20, 25:20) | SC Caldas | Pavilhão Eduardo Soares, São Mamede de Infesta Widzów: 40 Sędziowie: Paulo Gavina i Vitor Gonçalves |

| 22.01.2023 21:00 (UTC±0) | Ala de Nun'Álvares de Gondomar | 3:1 (26:24, 23:25, 25:21, 25:18) | AA Espinho | Pavilhão Ala Nun'Álvares, Gondomar Widzów: 197 Sędziowie: Ricardo Ferreira i Ricardo Miranda |

| 29.01.2023 16:00 (UTC±0) | Castêlo da Maia GC | 3:0 (25:23, 25:17, 25:13) | GC Santo Tirso/Mercainox | Pavilhão do Castêlo da Maia GC, Maia Widzów: 76 Sędziowie: José Caramez i Rui Pinto Santos |

#### Ćwierćfinały
| 19.02.2023 16:00 (UTC±0) | Castêlo da Maia GC | 3:1 (25:21, 25:20, 23:25, 25:18) | AA São Mamede | Pavilhão do Castêlo da Maia GC, Maia Widzów: 200 Sędziowie: Vitor Gonçalves i Duarte Reis |

| 12.02.2023 18:00 (UTC±0) | Sporting CP | 3:0 (25:19, 25:15, 25:15) | Ala de Nun'Álvares de Gondomar | Pavilhão João Rocha, Lizbona Widzów: 45 Sędziowie: Sandra Deveza i Michelle Ferreira |

| 19.02.2023 16:00 (UTC-1) | AJ Fonte Bastardo | 3:1 (24:26, 25:20, 25:21, 25:14) | VC Viana/Casa Peixoto | Complexo Desportivo Vitorino Nemésio, Praia da Vitória Widzów: 195 Sędziowie: João Borba i José Caramez |

| 19.02.2023 16:00 (UTC±0) | SL Benfica | 3:1 (28:26, 23:25, 25:19, 25:22) | Vitória SC | Pavilhão da Luz Nº 2, Lizbona Widzów: 330 Sędziowie: Alexandre Ribeiro i Pedro Pinto |

### Turniej finałowy

#### Półfinały
| 11.03.2023 18:00 (UTC-1) | Sporting CP | 0:3 (20:25, 22:25, 19:25) | SL Benfica | Centro Cultural de Viana do Castelo, Viana do Castelo Widzów: 1000 Sędziowie: Vitor Gonçalves i Nuno Teixeira |

| 11.03.2023 21:30 (UTC-1) | Castêlo da Maia GC | 0:3 (24:26, 20:25, 19:25) | AJ Fonte Bastardo | Centro Cultural de Viana do Castelo, Viana do Castelo Widzów: 321 Sędziowie: José Caramez i Susana Rodrigues |

#### Finał
| 12.03.2023 16:00 (UTC-1) | AJ Fonte Bastardo | 0:3 (21:25, 19:25, 18:25) | SL Benfica | Centro Cultural de Viana do Castelo, Viana do Castelo Widzów: 1000 Sędziowie: Nuno Maia i Pedro Pinto |